# 关东军司令部

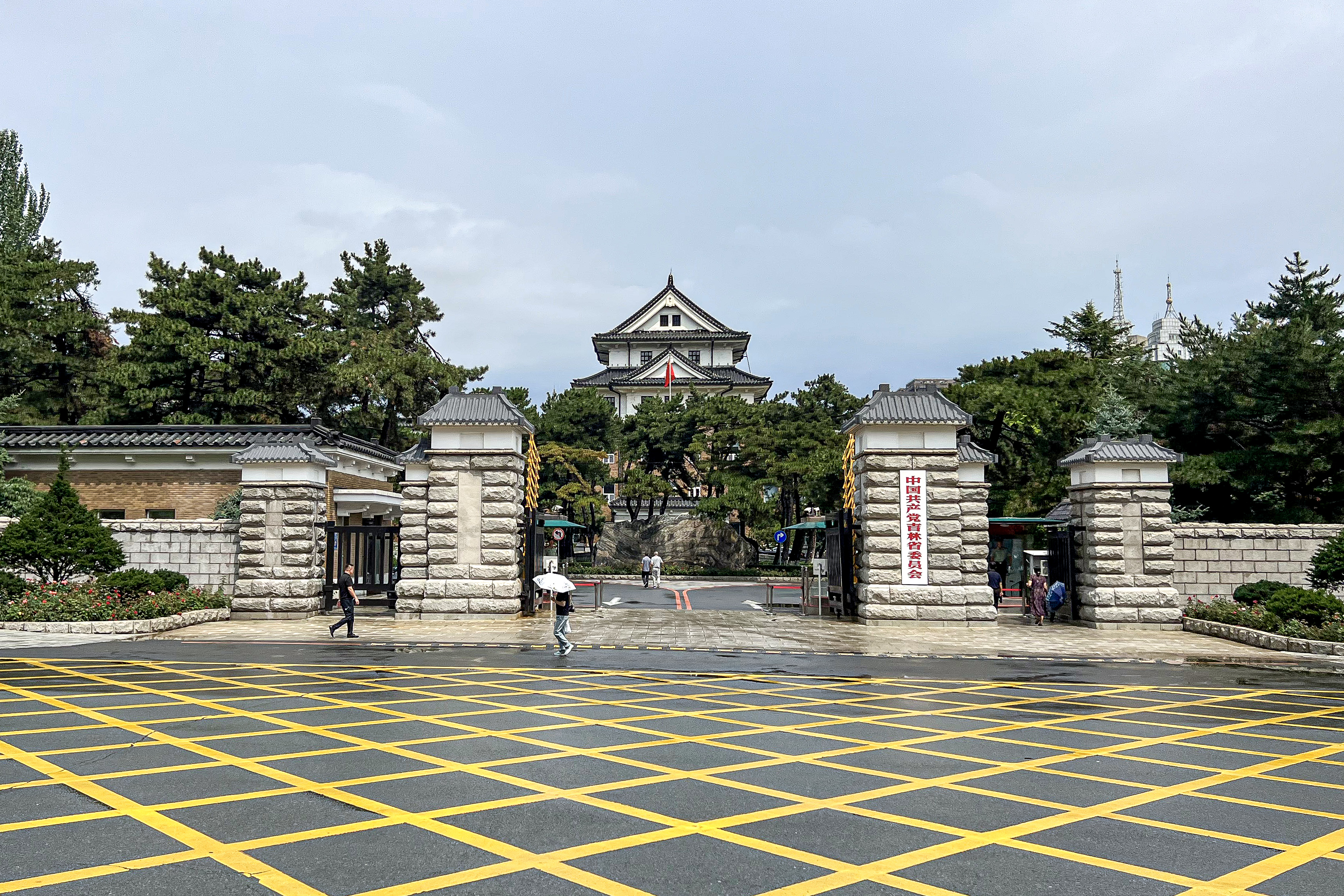
原关东军司令部大楼现状

关东军司令部（长春）大楼是日本驻扎在中国东北的殖民部队关东军的指挥机关驻地，也是日本驻满洲国大使馆所在地。
1919年关东军设司令部于旅顺（今大连市旅顺口區友谊广场，太阳沟万乐街10号）。1931年九一八事变，9月19日关东军司令部由旅顺迁往沈阳（今沈阳市中山广场沈阳总工会大楼）。1932年满洲国成立，同年10月30日关东军司令部迁往新京，并同时着手修建新的机关建筑。
司令部新址位于满洲国首都新京新发广场西北（今长春市新发路577号），占地面积342212平方米，工程由关东军经理部设计，大林组施工，于1932年8月动工，1934年8月落成。司令部主楼建筑面积15276平方米，地上3层，地下1层，钢筋框架结构，中央主望楼模仿日本名古屋的城门楼造型，上覆铜瓦，其风格被称为“近世式东洋风”。主楼西面建有司令官官邸，北面备有车库，另建有地下防御设施。
1945年关东军向苏联红军投降后，苏军驻中国东北总司令部驻此；1946年后为中华民国国民革命军新一军及其后的新七军军部；现为中国共产党吉林省委员会驻地。主楼现保护较好，为全国重点文物保护单位。